# Erzhausen
Erzhausen település Németországban, Hessen tartományban. Lakosainak száma 8147 fő (2023. december 31.). Erzhausen Mörfelden-Walldorf, Weiterstadt, Egelsbach és Darmstadt községekkel határos.

## Népesség
A település népességének változása:
| Lakosok száma | 8076 | 7996 | 8004 | 8153 | 8147 |
|               | 2017 | 2019 | 2021 | 2022 | 2023 |